# ۱۰۰۰ راه برای مردن
۱۰۰۰ راه برای مردن (به انگلیسی: 1000 Ways to Die) یک مجموعه تلویزیونی واقعی آمریکایی است که برای اولین بار در سال ۲۰۰۸ بر روی آنتن رفت. در این برنامه مرگهای غیرمعمول واقعی و مصاحبه با کارشناسان در توصیف پشت پردهٔ هر مرگ نشان داده می‌شود، که در اثر بی‌احتیاطی، عوامل تفریحی و حوادث طبیعی رخ داده که در نهایت منجر به مرگ آن‌ها شده‌است.

## پخش در پی‌ام‌سی
شبکه پی‌ام‌سی حق پخش این برنامه را خریداری کرده بود و طی مدت زمانی این برنامه را پخش می‌کرد.